# Aparat psychiczny
Aparat psychiczny – jedno z kluczowych pojęć w psychoanalizie Zygmunta Freuda, oznaczające całość struktur i funkcji psychicznych odpowiedzialnych za myślenie, odczuwanie i zachowanie. Freud rozwijał tę koncepcję w ramach dwóch głównych modeli (tzw. topik) – topograficznego i strukturalnego, które razem służą opisowi organizacji psychicznej jednostki.

## Pierwsza topika (model topograficzny)
W pierwszym modelu, przedstawionym przez Freuda na początku XX wieku, aparat psychiczny został podzielony na trzy systemy ze względu na dostępność treści dla świadomości:
- Nieświadomość (niem. Unbewusst) – zawiera treści niedostępne bezpośrednio świadomości, głównie popędy i wyparte wspomnienia.
- Przedświadomość (niem. Vorbewusst) – treści mogące stać się świadome po skierowaniu na nie uwagi.
- Świadomość (niem. Bewusst) – obejmuje aktualne doznania i myśli.

Model ten skupiał się głównie na topograficznym rozmieszczeniu treści psychicznych w zależności od ich dostępności dla świadomości.

## Druga topika (model strukturalny)
W 1923 roku Freud wprowadził tzw. drugą topikę w pracy Ja i To (niem. Das Ich und das Es), która zastąpiła poprzedni model bardziej dynamicznym ujęciem aparatu psychicznego.
Psychika w tym modelu składa się z trzech instancji:
- Id (To) – pierwotna, całkowicie nieświadoma struktura psychiczna, będąca źródłem popędów. Kieruje się zasadą przyjemności.
- Ego (Ja) – część rozwijająca się z id pod wpływem kontaktu z rzeczywistością. Działa zgodnie z zasadą rzeczywistości i pełni funkcję pośrednika między id, superego i światem zewnętrznym.
- Superego (Nad-Ja) – wewnętrzna reprezentacja norm społecznych i moralnych, powstała w wyniku internalizacji autorytetów (np. rodziców). Zawiera sumienie i ja idealne.

Druga topika nie wyklucza istnienia poziomów świadomości – każda z instancji (id, ego, superego) może zawierać zarówno elementy świadome, przedświadome, jak i nieświadome.

## Znaczenie i rozwój
Koncepcja aparatu psychicznego ukształtowała podstawy psychoanalitycznego rozumienia osobowości, patologii psychicznych i mechanizmów obronnych. Konflikty między strukturami psychiki prowadzą do powstawania mechanizmów obronnych ego, które chronią jednostkę przed lękiem i poczuciem winy, ale mogą również prowadzić do objawów neurotycznych.
Model Freuda był rozwijany i modyfikowany przez późniejszych psychoanalityków, m.in. Annę Freud, Melanie Klein, Jacques’a Lacana i Heinza Hartmanna.